# Архитектурное бюро Захи Хадид
Архитекту́рное бюро́ За́хи Хади́д (англ. Zaha Hadid Architects) — британская архитектурная и дизайнерская фирма, основанная Захой Хадид и партнёром Патриком Шумахером с 1988, с главным офисом в Кларкенуэлле, Лондон. Архитектурное бюро Захи Хадид разрабатывает новые концептуальные проекты, осуществляет редизайн и пристройку существующих сооружений, разрабатывает объекты промышленного и средового дизайна. Архитектурный стиль: деконструктивизм, параметрическая архитектура будущего. Для строительства зданий нестандартных форм используются новые строительные материалы — композитные материалы, композитные пластики. Архитектурное бюро выполнило более 950 проектов в 44 странах. Среди крупных городов: Лондон, Берлин, Инсбрук, Копенгаген, Цинциннати, Нью-Йорк, Москва, Сарагоса, Рим, Баку, Милан. Вместе с Норманом Фостером и Жаном Нувелем Заха Хадид входит в тройку самых влиятельных архитекторов на планете. Компания продолжает оставаться мировым лидером в области новаторских исследований, разработок и внедрения передового дизайна. Архитектурные проекты, создаваемые бюро, трансформируют представление о будущем с помощью новых пространственных концепций и динамичных, дальновидных форм.
Компания сотрудничает с корпорациями, возглавляющими крупнейшие отрасли.

## Архитекторы
- Заха Хадид (араб. زها حديد‎, англ. Dame Zaha Mohammad Hadid; 31 октября 1950, Багдад, Ирак — 31 марта 2016, Майами, США) — ирако-британский архитектор и дизайнер арабского происхождения, представительница деконструктивизма. В 2004 году стала первой в истории женщиной, награждённой Притцкеровской премией. Дама-командор ордена Британской империи (2012), иностранный член Американского философского общества (2013)[2].
- Патрик Шумахер (англ. Patrik Schumacher; 1961, Германия) — архитектор, с конца 1990-х годов директор Архитектурное бюро Захи Хадид. Один из основоположников и теоретиков стиля параметризм. Публикует теоретические статьи в архитектурных журналах и сборниках с 1996 года.
- Сатоcи Охаcи англ. Satoshi Ohashi (руководит китайским отделом) — японско-американский архитектор.
- Пауло Флорес англ. Paulo Flores — архитектор.
- Ян Цзинвэнь англ. Yang Jingwen — архитектор.
- Кароли Маркос англ. Karoly Markos — архитектор.
- Сюэсинь Дуань англ. Xuexin Duan — архитектор.
- Богдан Заха англ. Bogdan Zaha (Лондон) — британский архитектор. Учился на архитектурном факультете Венского университета прикладного искусства англ. Universität für angewandte Kunst Wien (Австрия)
- Себастьян Андия англ. Sebastian Andia — архитектор, имеет степень магистра архитектуры Лондонской лаборатории дизайна AA School Design Research Lab (AADRL). Учился в Университете Мендосы в Аргентине, где получил диплом архитектора с отличием. С 2012 года работает в Архитектурном бюро Захи Хадид[3]. над широким спектром проектов и конкурсов в Азии, Северной Африке и на Ближнем Востоке. Ранее работал ведущим дизайнером в архитектурной компании Асимптотическая архитектура англ. Asymptote Architecture создающая междисциплинарные архитектурные проекты, которые часто включают цифровые технологии, офис в Нью-Йорке.

## Промышленный дизайн
- Дизайн форм «Измельчители для соли и перца»[4] Коллекции Zaha Hadid Design 2018

## Архитектурные работы

### Концептуальные проекты
- Гибридный проект расширения башни Прайс-Тауэр, заказаный Гарольдом Прайсом для использования в качестве штаб-квартиры его компании (2002 г.), Бартлсвилл, Оклахома — ожидается.
- Филиал Музея современного искусства Соломона Р. Гуггенхайма в Вильнюсе, Вильнюс, Литва, (2008—2012) — не реализован.
- Обновление набережной Картал-Пендик, Стамбул, Турция
- Офисное здание пузыря на площади Szervita, Будапешт, Венгрия — не реализован.

### Основные реализованные проекты
- Культурный Центр Гейдара Алиева в Баку (азерб. Heydər Əliyev Mərkəzi) на территории завода имени Саттархана. Центр построен на проспекте Гейдара Алиева в столице Азербайджана, в Баку. Комплексное сооружение: аудиториум (конгресс-центр), Музей Гейдара Алиева, выставочные залы, административные офисы. Строительство: 10 сентября 2007—2012. Центр Гейдара Алиева в Баку, 2012

Центр Гейдара Алиева в Баку, 2012

- Пожарная часть «Витра»(1994), Вайль-на-Рейне, Германия Пожарная часть «Витра», 1994

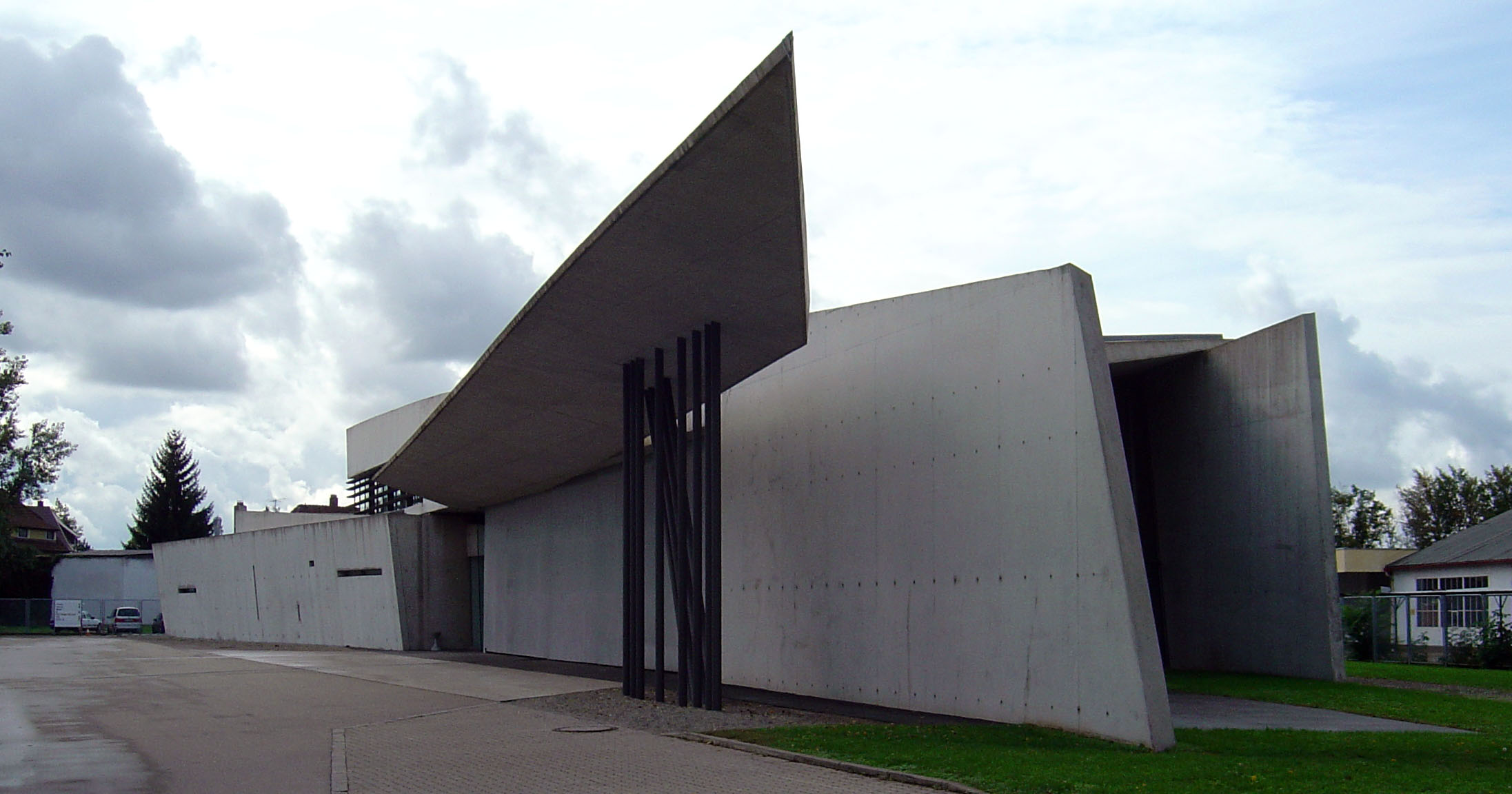
Пожарная часть «Витра», 1994

- Северный вокзал и парковка Hoenheim-North англ. Hoenheim-North Terminus & Car Park (2001), Хёнхайм, Франция. Архитектор проекта: Стефан Хоф
- Лыжный трамплин Bergisel (2002), Инсбрук, Австрия
- Центр современного искусства Розенталя (2003), Цинциннати, Огайо, США
- Жилой комплекс Spittelau Viaducts. Вена, Австрия (1994—2005)
- Мост Шейха Зайда посвящен Шейх Заид ибн Султан Аль Нахайян. Абу-Даби, ОАЭ (1997—2010) — Австрийскую государственная архитектурная премия
- Центральное здание BMW (2005 г.), Лейпциг, Германия
- Пристройка Ордрупгаард (2005 г.), Копенгаген, Дания
- Научный центр Phaeno (2005), Вольфсбург, Германия
- Центры Мэгги в больнице Виктории (2006), Кирколди, Шотландия
- Павильон винодельни Тондония (2001—2006),[5] Аро , Испания
- Редизайн площади Элефтерия (2007 г.), Никосия, Кипр
- Новые станции Hungerburgbahn (2007 г.), Инсбрук, Австрия
- Передвижной павильон Chanel англ. Chanel Mobile Art Pavilion (Worldwide), Токио, Гонконг, Нью-Йорк, Лондон, Париж, Москва (2006—2008)
- «Павильон-мост» (2008) — сверхсовременный мост через реку Эбро, компоненты выставочного комплекса в Сарагосе, Испания
- Павильон Иоганна Себастьяна Баха, Манчестерский международный фестиваль (2009), Манчестер, Великобритания
- англ. CMA CGM Tower (2007—2010), Марсель, Франция
- Пьер Вив (2002—2012), Монпелье, Франция
- MAXXI — Национальный музей искусств 21 века[6] (1998—2010), Рим, Италия. Лауреат Премии Стирлинга 2010 года.
- Оперный театр (Гуанчжоу) (??) (открылся 9 мая 2010 года) Гуанчжоу, Китай
- Музей Риверсайд (2011), развитие Музея транспорта Глазго, Шотландия
- Художественный музей Эли и Эдит Броуд, Университет штата Мичиган, (2008—2012 гг.)
- Центр водных видов спорта в Лондоне (англ. London Aquatics Centre) — крытый объект, вмещающий в себя два 50-метровых плавательных бассейна и 25-метровый бассейн дайвинга, который был одним из главных мест в Лондоне на Олимпийских и Паралимпийских играх 2012, в нём проводится чемпионат Европы по водным видам спорта 2016. Лондон, Великобритания (2012 г.), место проведения летних Олимпийских игр 2012 г. на 17 500 мест.
- Здание городского комплекса Galaxy SOHO (??), Пекин, Китай (2008—2012)
- англ. Dongdaemun Design Plaza & Park (2008—2014), Сеул, Южная Корея
- Здание Управления порта (2009—2016), Антверпен, Бельгия
- Неаполь, вокзал Афрагола, Италия
- Новый морской терминал в Салерно, Италия
- 520 West 28th Street, Манхэттен, Нью-Йорк (2018)
- 520 West 28th Street, Манхэттен, Нью-Йорк (2013—2018)
- Офисная башня Citylife (Сторто) и жилые дома, Милан, Италия
- Здание терминала международного аэропорта Пекин Дасин (2014—2019 гг.), Пекин, Китай
- Бизнес-центр Пересвет-Плаза Шаблон:Dominion Tower в Москве Бизнес-центр Dominion Tower в Москве, 2016

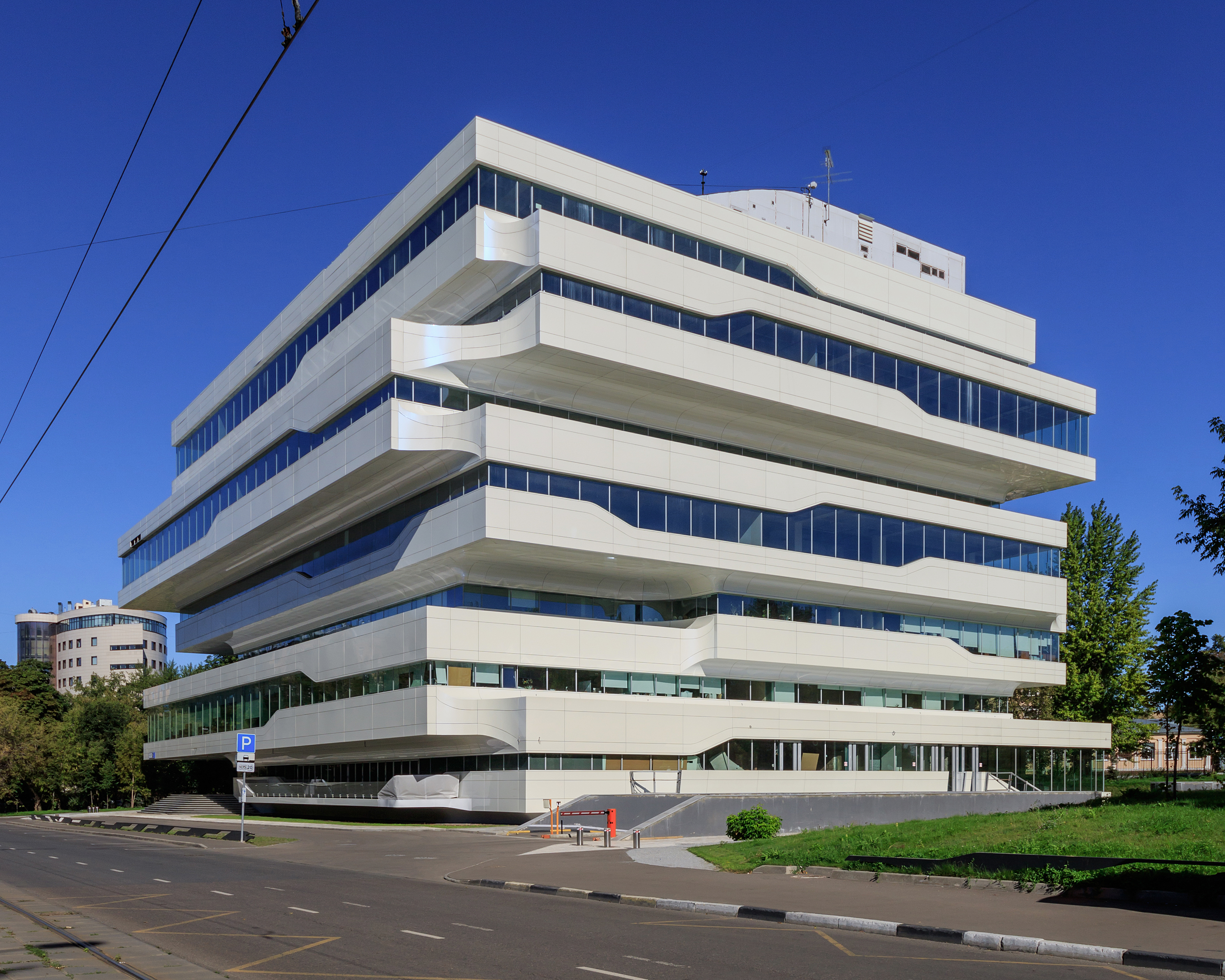
Бизнес-центр Dominion Tower в Москве, 2016

- Многофункциональный комплекс «Башня C» Штаб-квартира Шэньчжэнь Бэй «англ. Tower C» — «англ. Shenzhen Bay Super Headquarters Base» — это строящийся 400 метровый небоскреб в Шэньчжэне, для нового делового финансового центра под названием «Шэньчжэньский залив» который будет обслуживать Гуандуна, Гонконга и Макао; объединяющий кластеры и штаб-квартиры в глобальный технологический центр, в котором ежедневно будут работать около 300 000 сотрудников. «Башня C» — это два небоскреба, объединённых многоэтажным мостом, многофункциональный комплекс объединит кластеры корпоративных штаб-квартир китайских компаний в глобальный технологический центр (Многомерный вертикальный город). «Башня C», включает места для проведения международных конференций, художественных выставок, культурных и художественных программ, будет включать жилые комплексы, транспортный центр, ботанические луга и прибрежную зону с водно-болотными угодьями. В башню будет интегрирована станция метро. Вокруг расположится многоуровневый ландшафтный парк с лугами и зонами отдыха. Комплекс сформирует расширение прилегающего парка и предложит городу новое общественное пространство. Шэньчжэнь, Китай. (Реализация проекта: 2020—2027)

### Незавершенные проекты
- англ. Mandarin Oriental Dellis Cay, Вилла D (запланированный частный дом должен был быть завершен в 2010 году, но отменен в 2011 году после банкротства проекта), Деллис-Кей, острова Теркс и Кайкос.
- Музей нурагического и современного искусства (2006) (приостановлено), Кальяри, Италия
- Токийский национальный олимпийский стадион в Токио, Япония. (Запрещено премьер-министром Синдзо Абэ в июле 2015 года)

### Текущие и будущие проекты
- Центральный банк Ирака, штаб-квартира, Багдад, Ирак (завершится в начале 2021 года).
- Fereshteh Pasargad Hotel, Тегеран, Иран (завершится к 2020/21 г.).
- Leeza SOHO — «Башня Ли Цзе» (англ. Leeza SOHO) (также известная как Башня Ли Цзе), Пекин, Китай (завершится в 2018 г.)
- Центральный деловой район Праги, Прага, Чехия (завершится к 2023 году)
- Универмаг North Souks, Бейрут, Ливан (завершится к 2018 году)
- Мост Даньцзян, Тайбэй, Тайвань (завершится в 2022 году)
- Международный аэропорт Нави Мумбаи — два проекта: Пассажирский терминал аэропорта и башня управления воздушным движением, Мумбаи, Индия (Первая очередь аэропорта откроется в 2021 году и будет способна обслуживать — 20 миллионов пассажиров в год. Планируемая дата ввода аэропорт в эксплуатацию не позднее 2023 года.)
- Штаб-квартира китайской компании англ. Oppo Electronics Corporation, Шэньчжэнь, Китай (завершится к 2025 году)
- Генеральный план Таллиннского порта для гавани Старого города[7], Таллинн, Эстония (должен быть завершен к 2030 году)
- Технопарк Сбербанка

## Премии

### Премии и награды Захи Хадид
- Премия имени Миса ван дер Роэ (нем. Ludwig Mies van der Rohe, настоящее имя нем. Maria Ludwig Michael Mies (1994)
- Австрийская государственная архитектурная премия за Мост Шейха Зайда
- Премия Европейского союза в области современной архитектуры[d] (2003)
- Премия Притцкера[8] (2004)
- Заха Хадид входит в список 100 самых влиятельных женщин мира по версии Forbes (2008)
- Императорская премия (2009)
- Королевская золотая медаль (2016)
- премия Стирлинга (2011)
- Премия Джейн Дрю (2012)
- Член Американского института архитекторов англ. American Institute of Architects, (AIA) — основан в 1857 году в США.
- Почетный гражданин Мехико. Шаблон:Distinguished Guest of Mexico City (2012)

### Премии и награды бюро
2020
- AHEAD MEA Award winner — связана с Opus (англ. Opus Hotel)
- AIA UK Excellence in Design Awards winner — связана с Leeza SOHO — «Башня Ли Цзе» (англ. Leeza SOHO) — Лизе СОХО — «Башня Ли Цзе» (англ. [[Leeza SOHO - "Башня Ли Цзе" (англ. Leeza SOHO) ]]
- AIA UK Excellence in Design Awards shortlist связана с Beijing Daxing International Airport
- AIA UK Excellence in Design Awards shortlist связана с Niederhafen River Promenade
- AJ100 ‘International Practice of the Year’ shortlist
- Architizer A+ Awards Honorable Mention ‘Multi Unit Housing’ связана с One Thousand Museum
- Architizer A+ Awards People’s Choice & Jury Winner ‘Office — high rise’ связана с Leeza SOHO — «Башня Ли Цзе» (англ. Leeza SOHO)
- Architizer A+ Awards People’s Choice & Jury Winner ‘Transportation Infrastructure’ связана с Beijing Daxing International Airport
- Architizer A+ Awards shortlist ‘Urban & Masterplan’ связана с Niederhafen River Promenade
- Architizer A+ Awards Special Honoree Winner связана с Beijing Daxing International Airport
- AZ Award ‘People’s Choice’ winner связана с Leeza SOHO — «Башня Ли Цзе» (англ. Leeza SOHO)
- Blueprint Awards ‘ Best Public-Use Project — Privately Funded’ shortlist связана с Opus (англ. Opus Hotel)
- Blueprint Awards ‘Best Non-Public Project — Commercial’ commended связана с Leeza SOHO — «Башня Ли Цзе» (англ. Leeza SOHO)
- Blueprint Awards ‘Best Non-Public Project — Residential’ shortlist связана с One Thousand Museum
- Blueprint Awards ‘Best Public-Use Project — With Public Funding’ commended связана с Changsha Meixihu International Culture & Arts Centre
- Blueprint Awards ‘Best Public-Use Project — With Public Funding’ winner связана с Beijing Daxing International Airport
- Deutsches Architekturmuseum (DAM) Prize Shortlist связана с Niederhafen River Promenade
- German Design Awards 'Excellent Product Design | Luxury Goods' связана с Strip collection for Rosenthal
- GOOD Design Award связана с Swirl
- GOOD Design Award (Zaha Hadid Design display at Maison & Objet 2020)
- Interior Design’s Best of Year Award winner связана с Plex Vessel
- International Highrise Award finalist связана с Leeza SOHO — «Башня Ли Цзе» (англ. Leeza SOHO)
- International Highrise Award nomination связана с Morpheus Hotel at City of Dreams, Macau
- Legends Award by Departures Magazine связана с Opus (англ. Opus Hotel)
- Prix Versailles for Airports Awards World Winner связана с Beijing Daxing International Airport
- SBID International Design Awards shortlist связана с Opus (англ. Opus Hotel)
- SBID Product Design Awards ‘Floor coverings’ shortlist связана с RE/Form carpet collection for Royal Thai
- SBID Product Design Awards ‘Outdoors’ shortlist связана с Volta Bench
- SBID Product Design Awards ‘Residential Furniture’ shortlist связана с Mew Coffee Table
- SBID Product Design Awards ‘Sound & Vision’ shortlist связана с LOOP Immersive Sound Lounge
- The International Hotel & Property Awards ‘Best Asia Pacific Hotel Over 200 Rooms’ связана с Morpheus Hotel at City of Dreams, Macau
- The Plan Award winner ‘Office & Business’ связана с Leeza SOHO — «Башня Ли Цзе» (англ. Leeza SOHO)
- The Plan Awards shortlist ‘Culture’ связана с Changsha Meixihu International Culture & Arts Centre
- The Plan Awards winner ‘Sports & Leisure’ связана с Al Janoub Stadium
- The Plan Awards winner ‘Transport’ связана с Beijing Daxing International Airport
- WAN Awards shortlist ‘Mixed Use’ связана с Opus (англ. Opus Hotel)
- AHEAD Global 'The Urban Award' longlist связана с Opus (англ. Opus Hotel)
- American Concrete Institute (ACI) award for Excellence in Concrete Construction связана с King Abdullah Petroleum Studies and Research Center
- ArchDaily Building of the Year (BOTY) Finalist связана с Leeza SOHO — «Башня Ли Цзе» (англ. Leeza SOHO)
- ArchDaily Building of the Year (BOTY) Finalist связана с Beijing Daxing International Airport
- CTBUH ‘Award of Excellence — Best Tall Building 200-299m’ связана с One Thousand Museum
- CTBUH ‘Award of Excellence — Best Tall Building 200-299m’ связана с Leeza SOHO — «Башня Ли Цзе» (англ. Leeza SOHO)
- CTBUH ‘Award of Excellence — Interior Space Award’ связана с Leeza SOHO — «Башня Ли Цзе» (англ. Leeza SOHO)
- CTBUH ‘Award of Excellence — Structural Engineering Award’ связана с One Thousand Museum
- Engineering News-Record ‘Best of the Best Projects’ (One Thousand Museum) связана с One Thousand Museum
- Frame Awards 2020 'Hotel of the Year' Shortlisted связана с Morpheus Hotel at City of Dreams, Macau
- LONDON Design Award Gold ‘Architecture — Proposed’ связана с Forest Green Rovers Eco Park Stadium
- LONDON Design Award Gold ‘Architecture — Public International’ связана с Changsha Meixihu International Culture & Arts Centre
- MIPIM Asia Awards 'Best Futura Project' Silver связана с 2 Murray Road
- Project Management Institute (PMI) 2020 Most Influential Projects связана с Opus (англ. Opus Hotel)
- Project Management Institute (PMI) 2020 Most Influential Projects связана с Niederhafen River Promenade
- Project Management Institute (PMI) 2020 Most Influential Projects связана с Beijing Daxing International Airport
- PropertyGuru Asia Property Awards, ‘Best Office Architectural Design’ связана с 2 Murray Road
- PropertyGuru Asia Property Awards, ‘Best Office Interior Design' связана с 2 Murray Road
- World Architecture Community Awards 33rd Cycle 'Cultural Buildings' связана с Changsha Meixihu International Culture & Arts Centre
- World Architecture Community Awards 33rd Cycle 'Public Infrastructure' связана с Beijing Daxing International Airport
- World Architecture Community Awards 33rd Cycle Mixed Use' shortlist связана с Leeza SOHO — «Башня Ли Цзе» (англ. Leeza SOHO)

2019
- Building of the Year by AIV Hamburg связана с Niederhafen River Promenade
- ABB Leaf Award 'Best Façade & Engineering' shortlist связана с Morpheus Hotel at City of Dreams, Macau
- ABB Leaf Award 'Best Hospitality Building' shortlist связана с Morpheus Hotel at City of Dreams, Macau
- ABB Leaf Award 'Best Tall Building Project' связана с Nanjing International Youth Cultural Centre
- ABB Leaf Award 'Best Urban Design Project' shortlist связана с JCDecaux Billboard
- ABB Leaf Awards 'Best Mixed Use Building' shortlist связана с Generali Tower
- ACI Excellence in Concrete Construction Awards, High Rise Buildings связана с Generali Tower
- AHEAD Asia Awards 'Best Newbuild' nomination связана с Morpheus Hotel at City of Dreams, Macau
- AIA UK Excellence in Design Awards shortlist связана с Nanjing International Youth Cultural Centre
- AIA UK Excellence in Design Awards shortlist связана с Morpheus Hotel at City of Dreams, Macau
- AJ100 'Fastest Growing Practice' Shortlist
- AJ100 'International Practice of the Year' Shortlist
- Archdaily Building of the Year 'Hospitality' Architecture связана с Morpheus Hotel at City of Dreams, Macau
- Architecture Masterprize 'Architectural Design  Mixed Use Architecture' связана с Generali Tower
- Architizer A+ Award 'Accessories' shortlist связана с Cell
- Architizer A+ Award 'Architecture + Concrete' связана с KnitCandela
- Architizer A+ Award 'Carpets' shortlist связана с RE/Form carpet collection for Royal Thai
- Architizer A+ Award Commercial Office Building 16 Plus floors or Mixed Use' связана с Generali Tower
- Architizer A+ Award 'Landscape Products' shortlist связана с JCDecaux Billboard
- 2019 Architizer A+ Award 'Hospitality-Hotels and Resorts' special mention связана с Morpheus Hotel at City of Dreams, Macau
- Asia Pacific Property Awards 'Best Hotel Architecture Macau' связана с Morpheus Hotel at City of Dreams, Macau
- Asia Pacific Property Awards 'Best New Hotel Construction and Design Macau' связана с Morpheus Hotel at City of Dreams, Macau
- AZ Award 'Residential Architecture Multi-Unit' связана с 520 West 28th
- AZ Award — People’s Choice 'Temporary/Demonstration Architecture' связана с KnitCandela
- CTBUH Annual Awards 'Award of Excellence — Best Tall Building over 300m' связана с Nanjing International Youth Cultural Centre
- CTBUH Annual Awards 'Award of Excellence — Construction' связана с Nanjing International Youth Cultural Centre
- CTBUH Annual Awards 'Award of Excellence — Interior Space Award' связана с Nanjing International Youth Cultural Centre
- CTBUH Annual Awards 'Award of Excellence — Best Tall Building under 100m' связана с Opus (англ. Opus Hotel)
- CTBUH Annual Awards 'Award of Excellence — Innovation' связана с Morpheus Hotel at City of Dreams, Macau
- CTBUH Annual Awards 'Award of Excellence — Best Tall Building 100-199m' связана с Morpheus Hotel at City of Dreams, Macau
- CTBUH Annual Awards 'Fire and Risk Engineering' overall winner связана с Morpheus Hotel at City of Dreams, Macau
- Dam Preis 2020 Nomination связана с NürnbergMesse Hall 3A & 3C
- Denfair Melbourne Awards 'Best International Product' связана с Cell
- Excellence in Structural Engineering (EiSE) Award связана с One Thousand Museum
- Frame Magazine 'Best Pop-up Store of the Year' nomination связана с Il Makiage Pavilion
- International Architecture Awards 'Urban Design (Concept)' связана с Eleftheria Square
- International Property Awards 'International Residential High-Rise Architecture' связана с One Thousand Museum
- International Property Awards 'Residential High-Rise Architecture Americas' связана с One Thousand Museum
- MIPIM Awards Shortlist 'Best Shopping Centre' CityLife Shopping District связана с CityLife Shopping District
- National Geographic Traveller Big Sleep Awards 'Design Den' связана с Morpheus Hotel at City of Dreams, Macau
- Surface Design Awards 'Light and Surface Interior' связана с Morpheus Hotel at City of Dreams, Macau
- Surface Design Awards 'Commercial Exterior Surface' связана с Morpheus Hotel at City of Dreams, Macau
- Surface Travel Awards 'Hospitality Large Hotel International' finalist связана с Morpheus Hotel at City of Dreams, Macau
- The Plan Awards 'Hospitality' finalist связана с Morpheus Hotel at City of Dreams, Macau
- The Plan Awards 'Housing' связана с 520 West 28th
- The Plan Awards 'Mixed Use' связана с Generali Tower
- WAF Awards 'Completed Buildings: Civic and Community' shortlist связана с Nanjing International Youth Cultural Centre
- WAF Awards 'Completed Buildings: Hotel and Leisure' shortlist связана с Morpheus Hotel at City of Dreams, Macau
- WAF Awards 'Completed Buildings: Mixed Use' shortlist связана с Opus (англ. Opus Hotel)
- WAF Awards 'Completed Buildings: Office' shortlist связана с Generali Tower
- WAN Awards 2019 'Future Projects — Civic' Bronze Winner связана с Sverdlovsk Philharmonic Concert Hall
- WAN Awards 2019 'Commercial — Over 50,000 Sqm' finalist связана с Morpheus Hotel at City of Dreams, Macau
- WAN Awards 2019 'Future Projects — Commercial' Finalist связана с Sberbank Technopark
- World Architecture Community Awards 30th Cycle 'WA Realised Award'

связана с Nanjing International Youth Cultural Centre
- World Architecture Community Awards 30th Cycle 'WA Realised Award' связана с Morpheus Hotel at City of Dreams, Macau
- World Architecture Community Awards 30th Cycle 'WA Realised Award' связана с 520 West 28th
- Archiboo Awards 'Best use of technology' связана с Project Correl
- Blueprint Awards 'Best Product Design' nomination связана с Strip collection for Rosenthal
- Blueprint Awards 'Best Public-Use Project: Public Funded' nomination связана с Nanjing International Youth Cultural Centre
- Emporis Skyscraper Award 2020, 2nd place связана с Leeza SOHO — «Башня Ли Цзе» (англ. Leeza SOHO)
- Emporis Skyscraper Awards 2020, 8th place связана с One Thousand Museum
- LIT Lighting Design Awards 'Lighting Product Design of the Year' связана с Eve Chandelier
- Prix Versailles 2019 for Central and Northeast Asia связана с Morpheus Hotel at City of Dreams, Macau
- South Florida Business Journal Structures 'Best Architecture & Design' (One Thousand Museum)
- связана с One Thousand Museum
- Structural Awards 2019 'Construction Innovation — BuroHappold Engineering' (Morpheus) связана с Morpheus Hotel at City of Dreams, Macau
- World Architecture Community Awards 30th Cycle 'WA Realised Award' связана с Generali Tower

2018
- ABB LEAF Awards, 'Façade Design & Engineering' связана с 520 West 28th
- ABB LEAF Awards, 'Best Achievement in Environmental Performance — Completed and Future' связана с King Abdullah Petroleum Studies and Research Center
- ABB LEAF Awards, 'Refurbishment' and 'Overall winner 2018' связана с Port House
- ABB LEAF Awards, 'Best Tall Building Project' nomination связана с Generali Tower
- Architizer A+ Awards finalist связана с Eve Chandelier
- Architizer A+ Awards Popular Choice & Jury Winner связана с Cove kitchen for Boffi
- Architizer A+ Awards Jury Winner связана с CityLife Shopping District
- Architizer A+ Awards finalist связана с King Abdullah Petroleum Studies and Research Center
- Architizer A+ Awards finalist связана с 520 West 28th
- ECHOtechGreen Award 2018 'Green Technology & Green Infrastructure' связана с King Abdullah Petroleum Studies and Research Center
- ENR Global Best Project: Speciality Construction связана с One Thousand Museum
- ENR Global Best Project: Education/Research связана с King Abdullah Petroleum Studies and Research Center
- ENR New York Best Project: Residential связана с 520 West 28th
- Harper’s Bazaar Interiors Awards nomination связана с Opus (англ. Opus Hotel)
- International Association of Lighting Designers Award связана с Mathematics: The Winton Gallery, Science Museum
- International Highrise Award nomination связана с Nanjing International Youth Cultural Centre
- International Highrise Award nomination связана с Generali Tower
- Surface Travel Awards 'Transportation' winner связана с Napoli Afragola High Speed Train Station
- Surface Travel Awards, Mixed-use Space Finalist связана с CityLife Shopping District
- A|N Best of Design 'New Materials' Honorable Mention связана с One Thousand Museum
- ACEC New York’s Engineering Excellence Awards 2018, Diamond Award связана с 520 West 28th
- AJ100 Building of the Year nomination связана с King Abdullah Petroleum Studies and Research Center
- ArchDaily Building of the Year Awards 2018 finalist связана с King Abdullah Petroleum Studies and Research Center
- ArchDaily Building of the Year Awards 2018 finalist связана с CityLife Shopping District
- Blueprint Award, 'Best Public-Use Project: Privatly Funded' shortlist связана с Morpheus Hotel at City of Dreams, Macau
- Blueprint Award, 'Best Non-Public Project: Commercial' shortlist связана с Generali Tower
- Blueprint Awards 'Best Non-Public Project : Residential' shortlist связана с 520 West 28th
- Blueprint Awards — Commended 'Best Sustainable Project' связана с King Abdullah Petroleum Studies and Research Center
- CNCC Design Awards связана с CityLife Shopping District
- Daily DOOH Gala Awards, Best Original Digital Billboard связана с JCDecaux Billboard
- ELLE Deco International Design Award (EDIDA) связана с Cove kitchen for Boffi
- Emporis Skyscraper Award — Second place связана с Generali Tower
- Green Building, Gulf Sustainability And CSR Awards 2018 связана с Bee’ah Headquarters
- Middle East Architect (MEA) Awards ' Sustainable Project of the Year' — Highly Commended
- MIPIM Award, Best Refurbished Building связана с Port House
- Popular Science Magazine 'Best of What’s New 2018’связана с Morpheus Hotel at City of Dreams, Macau
- RIBA International Prize 2018 nomination связана с Maritime Terminal Salerno
- The Plan Award, Renovation of Existing Structures shortlist связана с Port House
- TIME magazine 'World’s Greatest Places 2018' связана с Morpheus Hotel at City of Dreams, Macau
- World Architecture Community Award 2018 связана с King Abdullah Petroleum Studies and Research Center
- World Building of the Year WAF nomination связана с King Abdullah Petroleum Studies and Research Center
- World Building of the Year WAF nomination связана с 520 West 28th
- Best Bathroom Collection, WorldBuild Awards 2018 связана с Vitae Collection for Porcelanosa

2017
- 2017 Schücho World of Fa?ades Speaker Award (Patrik Schumacher)
- AIA UK Excellence in Design Commendation связана с Maritime Terminal Salerno
- Architects' Journal Architecture Award 'Cultural Project of the Year' Finalist связана с Mathematics: The Winton Gallery, Science Museum
- Architectural Review 'New Into Old' awards, Commended связана с Port House
- Architizer A+ Award Finalist for Mid-rise Office связана с Port House
- Architizer A+ Award Jury & Popular Choice Winner for Kitchen/Bath Fixtures & Fittings связана с Vitae Collection for Porcelanosa
- Architizer A+ Award Jury Winner for Transportation связана с Maritime Terminal Salerno
- Blueprint Awards, Best Product Design shortlist связана с Cove kitchen for Boffi
- Blueprint Awards, Best Public-Use Project with Public Funding, Highly Commended связана с Maritime Terminal Salerno
- Blueprint Awards, Best Non-Public Project: Commercial связана с Port House
- Construction Computing Awards, Collaboration Project of 2017 связана с Danjiang Bridge
- darc awards / architectural — Best Exterior Lighting Scheme shortlist связана с Port House
- darc awards / architectural — Best Interior Lighting Scheme shortlist связана с Mathematics: The Winton Gallery, Science Museum
- DOTY 2017 Designer of the Year Awards, Lifetime Achievement Award (Zaha Hadid)
- EU Prize for Contemporary Architecture, Mies van der Rohe Award nomination связана с Investcorp Building
- GOOD DESIGN Award связана с Forma for Alessi
- Harper’s Bazaar Interior Awards 2017, Best Building Design shortlist связана с King Abdullah Petroleum Studies and Research Center
- International Property Award, Leisure Development (Mercury Tower, Moscow)
- International Property Award, Office Development (Mercury Tower, Moscow)
- Lux Award 2017 — Hospitality, Leisure and Faith Project of the Year связана с Mathematics: The Winton Gallery, Science Museum
- NLA New London Awards nomination связана с Mathematics: The Winton Gallery, Science Museum
- NYCxDESIGN Award связана с Cove kitchen for Boffi
- Project of the Year, SARA NY Design Awards связана с 520 West 28th
- RIBA London Award связана с Mathematics: The Winton Gallery, Science Museum
- the Design Museum, Beazley Design of the Year nomination связана с Port House
- The Middle East Architect Awards, Leisure & Hospitality Project of the Year связана с Opus (англ. Opus Hotel)
- The Surface Travel Awards Finalist связана с Maritime Terminal Salerno
- WAF World Building of the Year, Transport — Completed Buildings Highly Commended связана с Maritime Terminal Salerno
- WAF World Building of the Year nomination связана с Port House
- Westminister Council’s Design for Excellence People’s Choice Award nomination связана с Serpentine Sackler Gallery
- World Architecture Community Award связана с Mathematics: The Winton Gallery, Science Museum
- World Architecture Community Award связана с Port House
- World Interior of the Year INSIDE Festival nomination связана с Mathematics: The Winton Gallery, Science Museum
- Zhan Tianyou Award for Engineering Excellence связана с Wangjing SOHO

2016
- Blueprint Award, Best Design Innovation Finalist связана с Investcorp Building
- 7th Innovation Cup BIM Design Competition связана с Leeza SOHO — «Башня Ли Цзе» (англ. Leeza SOHO)
- Aga Khan Award for Architecture связана с Issam Fares Institute for Public Policy & International Affairs
- AIA UK Design Excellence Award связана с Messner Mountain Museum Corones
- AJ100 Contribution to the Profession (Zaha Hadid)
- AJ100 Fastest Growing Practice of the Year (Zaha Hadid Architects)
- Blueprint Award for Architecture (Zaha Hadid)
- Blueprint Award, Best Non-Public Project, Commercial связана с Dominion Office Building
- Blueprint Award, Best Public-Use Project, Privately-Funded связана с Messner Mountain Museum Corones
- China Best Tall Building Excellence Award, CITAB-CTBUH Awards связана с Wangjing SOHO
- High-rise Residential World Gold Winner, FIABCI World Prix D’Excellence Awards связана с d’Leedon Singapore
- Honorary Degree: Doctor of Science, The City University, London (Zaha Hadid)
- IAI Design Award, Asia Pacific Designers' Federation связана с Dongdaemun Design Plaza
- IAI Lifetime Achievement Award, Asia Pacific Designers' Federation (Zaha Hadid)
- Prince Philip Designers Prize, Special Commendation for Design Inspiration (Zaha Hadid)
- RIBA 2016 Royal Gold Medal (Zaha Hadid)
- RIBA Award for International Excellence связана с Jockey Club Innovation Tower
- RIBA International Prize shortlist связана с Heydar Aliyev Centre
- RIBA National Award связана с Investcorp Building
- RIBA South Award связана с Investcorp Building
- Simon Taylor Award for Lifetime Achievement (Zaha Hadid)
- The Chicago Athenaeum International Architecture Awards связана с d’Leedon Singapore
- WAF World’s Best Higher Education & Research Building связана с Investcorp Building
- World Architecture Community Awards связана с Investcorp Building
- World Architecture Community Awards связана с Messner Mountain Museum Corones

2015
- AJ120 International Practice of the Year
- Artnet 100 Most Influential People in the Art World (Zaha Hadid)
- FIABCI Singapore Property Award, Residential Category связана с d’Leedon Singapore
- Gold Medal of Honour for Services to the Republic of Austria (Zaha Hadid)
- Huffington Post / World Post Global Thought Leaders 2015 (Zaha Hadid)
- International Olympic Committee (IOC) and International Association for Sports & Leisure Facilities (IAKS) Award for Exemplary Sports and Leisure Facilities Silver Award связана с London Aquatics Centre
- London Building Excellence Award 2015
- Louise Blouin Foundation Award (Zaha Hadid) 2015
- LUX Award связана с Investcorp Building
- NLA New Londoner Of The Year (Zaha Hadid)
- Oxford Preservation Trust Award 2015 связана с Investcorp Building
- The Sunday Times International Track 200 (Zaha Hadid Architects)
- The Sunday Times Profit Track 100 (Zaha Hadid Architects)
- UK Creative Arts' Leading Light Architecture Lifetime Achievement Award 2015
- WIRED’S 100 — Europe’s most influential thought leaders (59/100) 2015
- Wood Awards 2015: Bespoke Furniture связана с Ves-el vases

2014
- ACADIA (Association of Computer Aided Design in Architecture) Lifetime Achievement Award 2014 (Zaha Hadid)
- Architectural Society of China CASC Silver Award 2014 связана с Galaxy SOHO
- Architizer A+ Award связана с Heydar Aliyev Centre
- Arison Award by The National Young Arts Foundation 2014 (Zaha Hadid)
- Best Public Space Award CIDA (China) связана с Galaxy SOHO
- British Construction Industry Award связана с London Aquatics Centre
- CTBUH 2014 Best Tall Buildings Awards Finalist связана с Wangjing SOHO
- Jockey Club Innovation Tower
- Design of the Year связана с Heydar Aliyev Centre
- Elle Decoration British Design 2014 Award связана с:
- First Prize in the 2014 Emporis Skyscraper Award связана с Wangjing SOHO
- EU Mies van der Rohe Award nomination связана с London Aquatics Centre
- Honorary Degree of Doctor of Literature of the University of London (Zaha Hadid)
- Honorary Key to the City of Miami by Mayor Tomas Regalado (Zaha Hadid)
- Innovative Design in Engineering & Architecture with Structural Steel связана с Eli & Edythe Broad Art Museum
- McKim Medal American Academy in Rome (Zaha Hadid)
- New London Award связана с London Aquatics Centre
- RIBA Award (European Union) связана с Library and Learning Centre University of Economics Vienna
- RIBA London Award связана с London Aquatics Centre
- RIBA National Award связана с London Aquatics Centre
- RIBA Sterling Prize nomination связана с London Aquatics Centre
- Structural Excellence Awards HK, Commendation of Merit 2014 связана с Jockey Club Innovation Tower
- The Restaurant & Bar Design Awards

2013
- AIA Michigan Honor Award связана с Eli & Edythe Broad Art Museum
- Arabian Business '100 Most Powerful Arab Women 2013' (Zaha Hadid ranked number 4)
- BBC Women’s Hour Power 100 (Zaha Hadid)
- Best European Plant 2013 связана с BMW Central Building
- DLD13 'The Aenne Burda Award for Creative Leadership' (Zaha Hadid)
- European Museum of the Year связана с Glasgow Riverside Museum of Transport
- Issam M. Fares Award for Excellence (Zaha Hadid)
- New London Award связана с ROCA London Gallery
- RIBA European Award связана с Pierresvives
- RIBA International Award связана с Galaxy SOHO
- RIBA Lubetkin Prize shortlisted связана с Galaxy SOHO
- Veuve Clicquot 'Businesswoman of the Year'[9] (Zaha Hadid)

2012
- British Gypsum Trophy, 'Innovation Category' связана с Glasgow Riverside Museum of Transport
- Architectural Record Magazine China Award 'Best Public Project' связана с Guangzhou Opera House
- Dame Commander of the Order of the British Empire for services to architecture (Zaha Hadid)
- European Museum Academy Micheletti Award связана с Glasgow Riverside Museum of Transport
- FX International Interior Design Awards 2012 связана с ROCA London Gallery
- Glamour Magazine 'Women of the Year' (Zaha Hadid)
- Honorary President of the FT/Citi Ingenuity Awards Urban Ideas in Action programme judging committee (Zaha Hadid)
- Interior Design Best of Year Award 'Beauty / Spa / Fitness' связана с London Aquatics Centre
- International Road Federation 'Global Road Achievement Award for Design' связана с Sheikh Zayed Bridge
- Jane Drew Prize 'Outstanding contribution to the status of women in architecture' (Zaha Hadid)
- The Design Week Awards 2012 связана с ROCA London Gallery
- The Sunday Times 'Makers & Shakers 1962—2012'
- Travel & Leisure Design Awards 'Best Bridge' связана с Sheikh Zayed Bridge

2011
- AIA UK Chapter Award связана с Guangzhou Opera House
- Arabian Business Magazine 'World’s 50 Most Powerful Arabs' (Zaha Hadid)
- Foreign Policy Magazine 'Top 100 Global Thinkers of 2011' (Zaha Hadid)
- Honorary Doctorate from the University of the Arts, London (Zaha Hadid)
- Huffington Post Game Changer (Zaha Hadid)
- Newsweek Magazine '150 Women Who Shake The World' (Zaha Hadid)
- Outstanding Engineering Design Excellence Award связана с Guangzhou Opera House
- Philadelphia Museum of Art, Collab Design Excellence (Zaha Hadid)
- RIBA Award связана с Guangzhou Opera House
- RIBA Award (London) связана с Evelyn Grace Academy
- RIBA Stirling Prize связана с Evelyn Grace Academy

2010
- Best Small Project Award, SEAOI связана с Burnham Pavillion
- Commandeur de l’ordre des arts et des lettres
- Innovation & Design Awards, Conde Nast связана с MAXXI: Museum of XXI Century Arts
- RIBA Award (European Union) связана с MAXXI: Museum of XXI Century Arts
- RIBA Stirling Prize, MAXXI Museum связана с MAXXI: Museum of XXI Century Arts
- Structural Steel Design Awards связана с Glasgow Riverside Museum of Transport
- Structural Steel Design Awards связана с London Aquatics Centre
- The New Statesman '50 People Who Matter 2010' (Zaha Hadid)
- The Sunday Times '100 Top International Companies'
- TIME magazine '100 Most Influential People in the World' (Zaha Hadid)
- UNESCO Artist for Peace (Zaha Hadid)
- Visionary of the Year, Harper’s Bazaar (Zaha Hadid)
- WAF World Building of the Year связана с MAXXI: Museum of XXI Century Arts
- Woman of the Year Outstanding Achievement Award (Zaha Hadid)

2009
- Architectural Digest (Spain) Editor’s Award
- Innovation & Design Awards, Conde Nast связана с Zaragoza Bridge Pavilion
- Praemium Imperiale, The Japan Art Association (Zaha Hadid)
- Retail Design Luminary, DDI Portfolio Awards
- The Sunday Times '100 Top UK Companies'
- The Times '50 People of the Decade' (Zaha Hadid)

2008
- Chicago Athenaeum Award, Chicago связана с Maggie’s Centre Fife
- Cityscape Award, Commercial / Mixed Use связана с Dubai Financial Market
- Dedalo Minosse International Prize связана с BMW Central Building
- Designer of the Year, Maison & Objet, Paris (Zaha Hadid)
- Forbes '100 Most Powerful Women' (Zaha Hadid)
- Honorary Degree from the Pratt Institute, New York (Zaha Hadid)
- RIBA Award (European Union) связана с Nordpark Railway Stations
- RIBA Sterling Prize nomination связана с Nordpark Railway Stations
- Spirit of Achievement Award, New York (Zaha Hadid)
- World Architecture Festival, Barcelona связана с Nordpark Railway Stations

2007
- AIA UK Chapter Award связана с Maggie’s Centre Fife
- Finalist, Mies van der Rohe Award связана с Phaeno Science Centre
- Forbes '100 Most Powerful Women' (Zaha Hadid)
- Frame Magazine’s 'Great Indoors' Award связана с R. Lopez De Heredia Wine Pavilion
- London Design Medal Outstanding Contribution for Design (Zaha Hadid)
- Scottish Design Award, Best Public Building связана с Maggie’s Centre Fife
- Thomas Jefferson Foundation Medal in Architecture (Zaha Hadid)
- Travel & Leisure Design Awards, связана с Nordpark Railway Stations

2006
- Academician, The International Academy of Architecture (Zaha Hadid)
- AIA UK Chapter Award связана с Phaeno Science Centre
- Deutscher Betonbaupreis / German Concrete Award связана с BMW Central Building
- Honorary Doctorate, American University of Beirut (Zaha Hadid)
- Honorary Doctorate, Yale University, USA (Zaha Hadid)
- Leading European Architects Forum связана с Phaeno Science Centre
- RIBA Award (European Union) связана с Phaeno Science Centre
- RIBA Jencks Award (Zaha Hadid)
- RIBA Sterling Prize nomination связана с Phaeno Science Centre

2005
- Austrian Decoration for Science and Art, Vienna (Zaha Hadid)
- Designer of the Year, Design 05 Miami (Zaha Hadid)
- Deutscher Architekturpreis / German Architecture Award связана с BMW Central Building
- Gold Medal for Design, International Olympic Committee связана с Bergisel Ski Jump
- Honorary Fellow of Columbia University, New York (Zaha Hadid)
- Member of the Royal Academy of Arts, London (Zaha Hadid)
- RIBA Award (Europe) связана с BMW Central Building
- RIBA Stirling Prize Nomination связана с BMW Central Building

2004
- Architect of the Year, Blueprint Award (Zaha Hadid)
- Laureate of the Pritzker Architecture Prize (Zaha Hadid)
- London Architect of the Year, London Architectural Biennale (Zaha Hadid)
- RIBA Award (Worldwide) связана с Lois & Richard Rosenthal Center for Contemporary Art

2003
- Mies van der Rohe Award связана с Hoenheim-Nord Terminus and Car Park

2002
- AIA UK Chapter Award связана с Hoenheim-Nord Terminus and Car Park
- AIA UK Chapter Honourable Mention связана с One North Masterplan
- Austrian State Architecture Prize связана с Bergisel Ski Jump
- Commander of the British Empire (CBE), Zaha Hadid
- Red Dot Award связана с Hoenheim-Nord Terminus and Car Park
- Tyrolean Architecture Award связана с Bergisel Ski Jump

2001
- Equerre d’Argent special mention связана с Hoenheim-Nord Terminus and Car Park

2000
- Honorary Fellowship of the American Institute of Architects (Zaha Hadid)
- Honourable Member of the American Academy of Arts and Letters (Zaha Hadid)
- RIBA Award * связана с Mind Zone

1998
- Honourable Member of the Bund Deutsches Architekten (Zaha Hadid)

1982
- Gold Medal Architectural Design, British Architecture. связана с 59 Eaton Place

## Фильмы
- Заха Хадид Вопреки
- Заха Хадид и ее работы
- Нью-Йорк: невероятный дом от Захи Хадид
- Станция метро от Zaha Hadid в Москве. Кленовый бульвар и проспект маршала Жукова Архитектурный конкурс в Москве в 2020 году. Оформление станций метро Проспект маршала Жукова Рублево-Архангельской линии и Кленовый бульвар Бирюлевской линии предлагали многочисленные дизайнеры и студии из разных стран. Проекты победителей и финалистов.
- Заха Хадид: 10 главных зданий На счету Zaha Hadid Architects 950 проектов в 44 странах от Китая до Бразилии.
- Исследовательский центр по проекту Захи Хадид в Эр-Рияде